# Hanil Bank FC
O Hanil Bank FC foi um clube de futebol sul-coreano sediado em Seul. A equipe competiu na K-League.

## História
O clube foi fundado em 1970. Com sucesso em torneios semi-profissionais, o time participou da liga nacional a Korean Super League, nos anos de 1984, 1985 e 1986, porém, sem grandes resultados, retornando à categoria de amador depois disso. O clube foi totalmente dissolvido em 1998.
O clube contava com o comando de Kim Ho de 1983 a 1987. O banco sul-coreano Hanil não existe mais, tendo sido incorporado em 1998 no atual Banco Woori.

## Notáveis futebolistas
- Yoon Deuk-yeo
- Wang Sun-jae
- Yoon Sung-hyo
- Lee Hak-jong
- Choi Deok-ju
- Hwang Seok-keun
- Kim Dae-eui